# Bisfenol S
Bisfenol S, ili BPS, je organsko jedinjenje, koje sadrži 12 atoma ugljenika i ima molekulsku masu od 250,270 . Sadrži dve Fenol funkcionalne grupe vezane za sulfonil grupu. Često se koristi u brzosušećim epoxi lepkovima. Blizak je analog sa Bisfenolom A čija je dimetilmetilenska grupa (C(CH3)2) zamenjena sa sulfonskom grupom (SO2).

## Osobine
| Osobina                  | Vrednost |
| ------------------------ | -------- |
| Broj akceptora vodonika  | 4        |
| Broj donora vodonika     | 2        |
| Broj rotacionih veza     | 2        |
| Particioni koeficijent ( | 2,4      |
| Rastvorljivost (logS, log(mol/L))       | -2,5     |
| Polarna površina (PSA, Å2)  | 83,0     |

## Upotreba
BPS se koristi u brzosušećim epoksi lepkovima i kao sredstvo protiv korozije. U polimernim reakcijama se često koristi kao reaktant.
U skorije vreme, BPS se sve češće koristi kao plastificirajući agent, nakon što je upotreba BPA, koji oponaša svojstva estrogena, zabranjena u mnogim proizvodima, i sada se BPS nalazi u brojnim sveprisutnim proizvodima. Neretko, BPS se koristi u slučajevima gde zakonska zabrana BPA, dozvoljava da proizvodi koji sadrže BPS budu označeni kao "BPA free (ne sadrži BPA)". BPS ima tu prednost u odnosu na BPA što je otporniji na visoke temperature i svetlost.
Kako bi ispoštovali zabrane i regulacije koje se odnose na BPA a u vezi njegove potvrđene toksičnosti, proizvođači postepeno zamenjuju BPA sa drugim, sličnim jedinjenjima, najčešće sa BPS (4,4′-sulfonildifenol).
BPS se takođe sreće i kod konzervirane hrane, npr u tzv Limenkama.
U skorašnjem istraživanju BPSa u različitim papirnim proizvodima širom sveta, utvrđeno je da se BPS može naći u 100% karata, koverata, aerodromskih propusnica, i aerodromskim nalepnicama za prtljag. Ova studija je otkrila i vrlo visoke sadržaje BPSa u termalnom papiru (koji se koristi za štampanje gotovo svih računa), u Americi, Japanu, Koreji i Vijetnamu. U svim slučajevima koncentracija je bila visoka, ali se uzajamno vrlo razlikovala, od par desetina nanograma po gramu, do nekoliko miligrama po gramu. Konačno, BPS može dospeti u ljudski organizam i rukovanjem papirnim novčanicama.

## Uticaj na zdravlje
Novija istraživanja ukazuju na to da BPS, isto kao i BPA, ima svojstva endokrinog disruptora. BPA i BPS su endokrini disruptori usled prisustva alkoholnih grupa na benzenovom prstenu, odnosno usled prisustva same fenol grupe, koja im omogućava da oponašaju funkciju estradiola. Ispitivanje je pokazalo da se BPS može naći u urinu 81% testiranih subjekata. Ovaj procenat je uporediv sa BPA koji se može naći u 95% testiranih uzoraka urina. Druga studija urađena na termalnom papiru, pokazala je da je 88% ljudske izloženosti BPS upravo kroz račune. Ispitivanje miševa izloženih BPS je pokazala uvećanje uterusa što je izazvano estradiolom (odnosno BPS-om koji simulira funkciju estradiola).
Pokazalo se da BPS ima sličnu in vitro estrogensku aktivnost kao i BPA i da se ponaša kao ksenoestrogen. Drugo istraživanje je pokazalo da izlaganjem ćelija hipofize glodara niskim sadržajima BPS dovodi do izmene u signalnoj putanji estrogena estradiola, što izaziva neprikladno oslobađanje Prolaktina, što se dalje odražava na ćelijski rast i apoptozu koji su bitni faktori kod kancerogenih oboljenja.
BPS je takođe bio povezan sa neuro razvojem. Studija iz 2014-e koju su izveli istraživači sa univerziteta u Kalgariju, je pokazala da izloženost niskim sadržajima BPS ometa neurogenezu hipotalamusa embriona ribe zebrice. Brzina nastanka neurona je bila uvećana za 240%.
Reciklaža termalnog papira može uvesti BPS u ciklus proizvodnje papira i izazvati kontaminaciju drugih vrsta papirnih proizvoda.
BPS je takođe otporniji na prirodnu razgradnju od BPA.

## Istorija
BPS je prvi put proizveden 1869-e kao boja a danas se redovno susreće u svakodnevnim proizvodima. BPS je analog koji je zamenio BPA u mnogim funkcijama, uključujući termalni papir, plastiku, limenke, pa čak i kućnu prašinu. Upotreba BPS kao zamene za BPA počela je 2012-e, sa porastom zabrinutosti oko uticaja BPA na ljudsko zdravlje.

## Regulacija
Za sada ne postoji nikakva regulacija o označavanju proizvoda koji sadrže BPS ni u svetu, ni kod nas, tako da je potrošačima jako teško da utvrde njegovo prisustvo.

## Dobijanje
Bisfenol S se dobija reakcijom 2 mola fenola i jednog mola pušljive sumporne kiseline, (tzv Oleuma).
2 C6H5OH + H2SO4 → (C6H4OH)2SO2 + 2 H2O
2 C6H5OH + SO3 → (C6H4OH)2SO2 + H2O
Ova reakcija takođe može da proizvede 2,4'-sulfonildifenol, što je čest problem kod elektrofilne aromatične supstitucije.

## Literatura
- Clayden, Jonathan; Greeves, Nick; Warren, Stuart; Wothers, Peter (2001). Organic Chemistry (I изд.). Oxford University Press. ISBN 978-0-19-850346-0.
- Smith, Michael B.; March, Jerry (2007). Advanced Organic Chemistry: Reactions, Mechanisms, and Structure (6th изд.). New York: Wiley-Interscience. ISBN 0-471-72091-7.
- Katritzky A.R.; Pozharskii A.F. (2000). Handbook of Heterocyclic Chemistry (Second изд.). Academic Press. ISBN 0080429882.